# DJ Olive

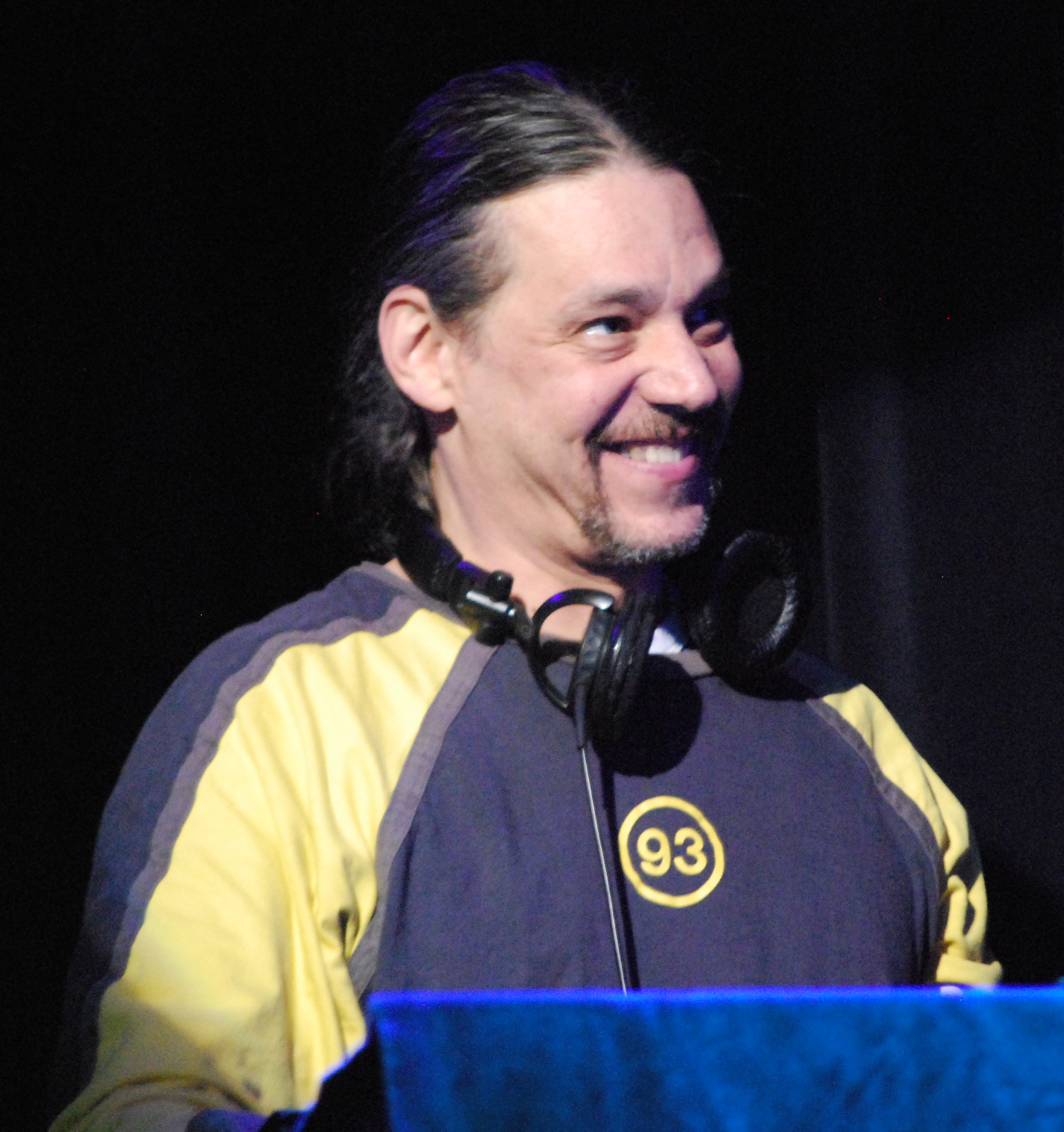
DJ Olive

DJ Olive (* 1961 in Boston als Gregor Asch) ist ein amerikanischer Klangkünstler und Turntablist, der vor allem im Illbient-Genre produziert, aber stark von Jazz und Neuer Improvisationsmusik beeinflusst ist.

## Leben und Wirken
DJ Olive, der als Sohn des Ethnologen und Filmers Timothy Asch in Rhode Island, Nova Scotia, Trinidad und Australien aufwuchs, beendete 1987 seine Studien an der State University of New York Purchase mit einem Bachelor. Nachdem er in Griechenland gelebt hatte, zog er 1990 nach Brooklyn und wurde Mitglied der Kunst-Szene von Williamsburg. „Seine auf freier Improvisation basierenden Klangskulpturen hatten nicht nur in der Musiker-Szene, sondern auch in der Kunst-Szene von New York ein außerordentliches Standing.“ Beispielsweise organisierte er 2002 Roof Music: Sunrise on a Rooftop in Brooklyn, eine Klanginstallation, die beabsichtigte, alle Teilnehmenden kulturell zu vereinigen.
1994 gründete er (mit Ignacio Platas alias Once 11 und Rich Panciera alias Lloop) das Trio WE, das beanspruchte, Ambient mit Inhalt zu füllen. Weiter arbeitete er mit der Gruppe Lunchbox; mit Lloop und dem ehemaligen Lounge-Lizards-Gitarristen Danny Blume bildete er die Ambient-Jazz-Band Liminal. Zu Uri Caines Urlicht-Album trug er ebenso bei wie zu dessen Fassung der Goldberg-Variationen, die er beide auch in Europa mit vorstellte. Mit Christian Marclays Turntable-Trio spielte er im Whitney Museum in New York, dem Centre Pompidou und der Kölner Philharmonie. Ab 2003 legte er einige Soloalben vor; weiterhin arbeitete er auch mit Arto Lindsay, Medeski, Martin & Wood (Bubblehouse), Elliott Sharp, William Hooker (Mindfulness 1996), Zeena Parkins oder Dave Douglas (Keystone 2005, Spark of Being 2010) zusammen.

## Diskographische Hinweise
- Bodega (The Agriculture, 2003)
- Buoy (Room40, 2004)
- Sleep (Room40, 2006)

Livealben
- Heaps As, Live in Tasmania (The Agriculture, 2006)
- DJ Olive meets I/O3: Powerhouse Sessions (Room40, 2002)

mit J.P. Dessy
- Scories (Sub Rosa, 2005)

mit Ikue Mori und Kim Gordon
- SYR 5 (SYR Records, 2000)

## Lexigraphische Einträge
- Wolf Kampmann (Hrsg.), unter Mitarbeit von Ekkehard Jost: Reclams Jazzlexikon. Reclam, Stuttgart 2003, ISBN 3-15-010528-5.